# Тіфенталь
Тіфенталь (нім. Tiefenthal) — громада в Німеччині, розташована в землі Рейнланд-Пфальц. Входить до складу району Бад-Дюркгайм. Складова частина об'єднання громад Геттенляйдельгайм.
Площа — 4,21 км2. Населення становить 851 ос. (станом на 31 грудня 2020).